# 퇴폐예술

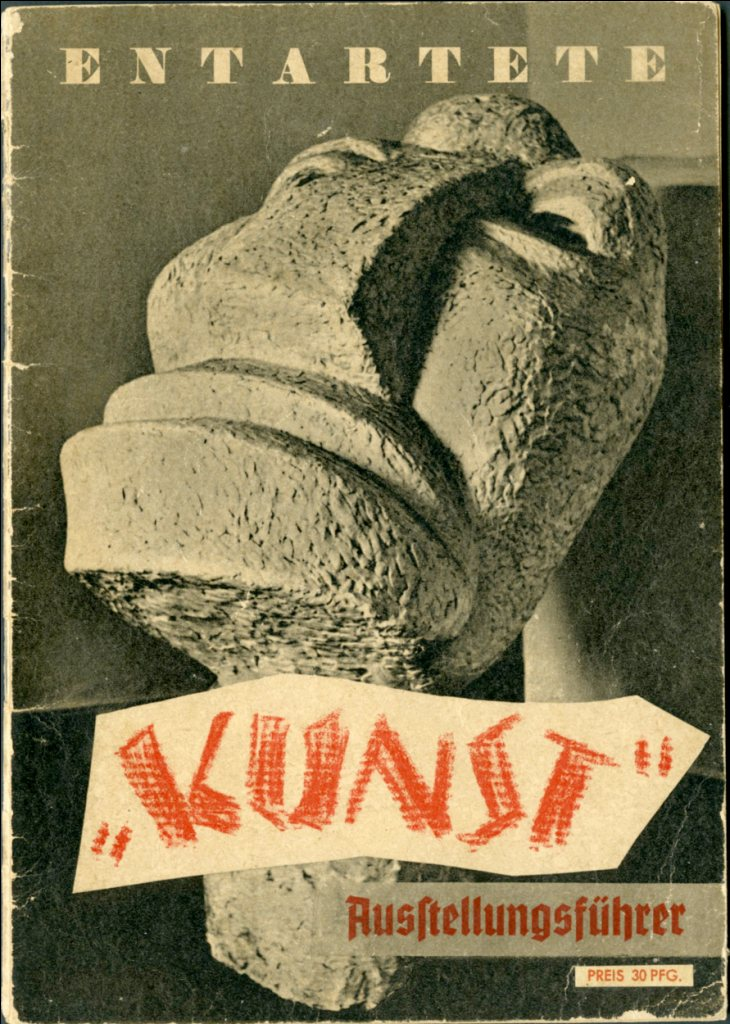
1937년, 퇴폐 예술 전시회 카탈로그 표지에 등장한 오토 프룬들리히의 《신인류》(Der Neue Mensch)

퇴폐 예술(독일어: Entartete Kunst, 영어: Degenerate art)은 독일에서 나치 독재가 지배하는 동안에 인종이론에 근거를 둔 주장에 의해서 비난을 받은 현대 미술을 공식적으로 나타내기 위한 선전 개념어였다. '퇴폐(Entartung)'은 19세기 말에 의약분야에서 예술분야로 전이되어 사용되었다. 나치들은 별개의 예술 이상을 개발했고, 그것과 대립되는 예술을 박해했다. 그들은 대립되는 예술이 비관주의나 평화주의의 특징을 지니고 있기 때문에 '몰락의 예술' 혹은 '다른 종족의'와 같은 명칭으로 그 예술들을 지칭했다. 나치의 이상과 합치하지 않는 작품을 만들거나, 공산주의자거나 유대인인 예술가들은 박해를 받았다. 나치는 직업을 금지하거나 그림 그리는 것을 금지하는 명령을 내렸고, 미술관이나 공공 수집품에서 그들의 작품을 솎아내서 없애고, '퇴폐예술'을 압수하고, 억지로 망명을 떠나도록 만들거나, 심지어는 살해하기도 했다.
나치 정권하에서 나치의 예술 이해와 미적 이상과 조화될 수 없는 모든 예술작품과 문화적 경향은 '퇴폐예술'로 간주되었다. 표현주의, 다다이즘, 신즉물주의, 초현실주의, 입체파, 야수파가 모두 퇴폐예술로 간주되었다. 무엇보다도 에른스트 바를라흐, 빌리 바우마이스터, 막스 베크만, 카를 카스파, 마리아 카스파 필저, 오토 딕스, 막스 에른스트, 오토 프룬들리히, 빌헬름 가이어, 오토 그리벨, 게오르크 그로츠, 카를 호퍼, 카를 훕부흐, 에른스트 루트비히 키르히너, 파울 클레, 오스카 코코슈카, 케테 콜비츠, 엘프리데 로제 베히틀러, 게르하르트 마르크스, 파울라 모더존 베커, 루돌프 묄러, 오토 판코크, 막스 페히슈타인, 카를 슈미트 로트루프의 작품들이 퇴폐적인 작품으로 간주되었다.

## '퇴폐예술'이라는 개념의 역사
'퇴폐'라는 단어는 원래 '같은 종족과는 다른' 혹은 '별종'이라는 의미를 지닌 중세 고지 독어에서 유래했다. 낭만주의자 프리드리히 슐레겔(Friedrich Schlegel)이 고대 후기 문학과 연관해서 '퇴폐적인 예술'에 관해서 글을 썼던 19세기에 그 개념은 처음으로 가치를 깍아내리는 연관관계 속에서 사용되었다. 프랑스 외교관이자, 고고학자이며, 작가였던 조제프 아르튀르 콩트 드 고비노가 1853년부터 1855년까지 발행된 책 《인종 불평등론》(Essai sur l’inégalité des races humaines)에서 처음으로 이 개념을 인종적으로 폄하하는 의미로 사용했다. 이 책은 1898년과 1901년에 독일어로 번역되어서 읽혀졌다. 하지만 종족이론에 기반을 둔 주장, 특히 반유대주의를 표방한 이론은 이전부터 존재했었다.
리하르트 바그너는 1850년 〈음악에 존재하는 유대인의 특성〉이라는 글을 발표했다. 그 글에서 바그너는 음악에 존재하는 유대인의 특성이 끼친 영향을 비난했고, 유대인으로부터의 해방을 요구했다. 1892/1893년 유대계 문화비평가였던 막스 노르다우는 《퇴폐》라는 책을 출간했다. 그 책에서 그는 예술의 퇴폐가 예술가 자신의 퇴폐로 소급되는 것이라는 것을 증명하려고 애를 썼다. 그의 중심 주장은 후에 나치에 의해서 받아들여졌고, 히틀러는 부분적으로 글자 그대로 그 주장을 받아들였다. 독일 황제 빌헬름 2세도 1901년 12월 18일 거행된 승리의 길 제막식에서 행한 그의 악명 높은 '시궁창 연설'에서 현대적 미술 경향을 폄하하는 연설을 했다.

## 현대 미술에 대한 나치의 적대적 태도
나치당원이었던 튀링엔주 문화부 장관 빌헬름 프릭(Wilhelm Frick)이 1930년 4월 5일 '독일 민족을 위해서 니그로 문화를 반대하는' 행정 명령을 내렸다. 그 명령은 현대 예술에 반대했고, 예술 분야에서 '비독일적'이라고 정의되는 영향에 대한 공격의 시발점이 되었다. 이 명령으로 인해서 1930년 바이마르에 있던 바우하우스의 공작소 건물에 오스카 슐레머가 그린 벽화가 덧칠되어서 지워졌다. 프릭은 '건축전문학교'를 해체했고, 교수들을 해고했다. 그는 우익보수주의적인 건축 이데올로기를 대변하는 파울 슐체 나움부르크를 새로 세워진 '바이마르 종합 예술 학교'의 학장으로 임명했다. 그의 주도하에 바이마르 궁성 미술관에서 '퇴폐적'인 작품들이 '정리'되었다. 1931년 4월 1일 튀링엔 주의회는 프릭에 대한 탄핵을 가결시켰지만, 1932년 7월 31일에 치러진 주의회 선거에서 나치당은 압도적인 다수 의석을 획득했다. 그것으로 바이마르에서부터 베를린으로의 개입이 가능하게 되었다. 1932년 괴테 서거 100주년을 맞이해서 찰스 크로델의 벽화로 새롭게 단장된 요양지 바트 라우흐슈테트의 시설이 1933년 여름에 불에 타서 부서졌거나 덧칠로 훼손되었다. 반면 베를린에서는 격렬한 노선 투쟁이 진행되었다. 1934-1935년 겨울에 알프레트 로젠베르크(Alfred Rosenberg)가 승리를 거두었고, 1936년 올림픽 경기가 끝난 후에 실행에 옮겨졌다.
게오르크 마이스터만(Georg Meistermann)은 1933년 초, 나치가 정권을 잡은 직후 브레커(Breker)와 라드치빌(Radziwill)이 뒤셀도르프 예술아카데미에서 폄훼하려는 의도에서 소규모로 전시회에서 전시된 표현주의 그래픽에 대해서 일치된 판결을 내렸다고 적고 있다.
새로운 박해의 물결이 시작된 것은 1936년 10월 30일 황세자 궁에 있는 베를린 국립미술관(Nationalgalerie Berlin)의 현대미술부를 폐쇄한 사건과 1937년 6월 30일의 행정 명령이었다. 그 행정 명령에 의해서 제국 예술원 원장이었던 아돌프 치글러는 "전시회를 개최하기 위해서 독일 제국, 주, 지역이 소유하고 있던 회화 분야에서 1910년 이후 제작된 독일 몰락한 예술을 선발하고 압수할 수 있는" 권한을 얻게 되었다.
나치의 문화 정책에서 세 가지 중대한 비방 조처가 이루어졌었다. 1933년 베를린과 21개의 다른 도시에서 이루어진 '책 화형식'과 1938년 오스트리아를 병합한 후 그곳에서 이루어진 '책 화형식', 화가와 그들이 그린 '퇴폐예술'에 대한 박해 그리고 1938년 뒤셀도르프에서 개최된 제국 음악 총회에서 결의된 '퇴폐음악'에 대한 박해가 그런 조처들이었다.
1933년 4월 7일 공직에서 유대계 예술가, 공산주의적 사상을 지닌 예술가, 원하지 않는 예술가를 강제로 몰아낼 수 있게 된 '직업 관료제를 재수립하기 위한 법률'을 도입하고, 베를린에서 절정을 이룬 '책 화형식'을 통해서 나치들은 정권을 잡은 직후 몇 달만에 바이마르 공화국 시대의 다양한 문화 창작이 되돌일킬 수 없게 끝났다는 사실을 분명하게 보여주었다.
현대 예술과 그것의 대표자들에 대한 파괴적 공격은 문학, 영화, 연극, 건축 혹은 음악과 같은 모든 분야에 걸쳐 이루어졌다. 스윙이나 재즈와 같은 현대적 음악은 1938년 5월 24일에 개최된 '퇴폐음악' 전시회에서 가차없이 '음악 볼세비즘'이라고 비난을 받았다. 대부분 유대계 독일인인 한스 아이슬러, 파울 힌데미트 혹은 아르놀트 쉔베르크와 같이 국제적으로 알려진 작곡가의 음악도 비독일적인 음악으로 비난을 받았다. 이어서 1940년부터는 악명이 높은 《음악 분야에서의 유대인 사전》이 발간되었다.
1936년 모든 현대 예술이 전면적으로 금지되었다. 특히 회화분야에서 수백 점의 예술 작품이 미술관에서 제거되었고, '퇴폐미술' 전시회에 사용하기 위해서 압수되었거나 외국으로 팔겨갔거나, 파괴되었다. 화가, 작가, 작곡가들은 외국으로 이민을 가지 않았을 경우에 직업 금지와 전시회 금지 명령을 받았다. 1933년부터 존재했던 비 아리아적인 현대 미술작품을 구매하는 것을 금지한 명령이 강화되었다. 유대계 국민의 점진적인 권리박탈로 인해서 유대인이 개인적으로 소장하고 있던 수 많은 미술작품이 국가의 소유로 넘어갔고, 그것이 '퇴폐적'이라고 간주되면 파괴되거나 외국으로 팔려갔다.

## 1937년 뮌헨에서 개최된 '퇴폐예술' 전시회
1937년 7월 19일 뮌헨의 호프가르텐 회랑에서 '퇴폐예술' 전시회가 열렸고, 32개의 독일 미술관에서 압수한 650점의 미술작품이 전시되었다. 그 전시회는 2백만명이 넘는 관객을 끌어들임으로써 그것과 동시에 독일 미술 회관(das Haus der Deutschen Kunst)에서 개최된 '위대한 독일 미술 전시회(Große Deutsche Kunstausstellung)'를 휠씬 능가했다. 그 전시회는 42만명의 관객만을 끌어들였을 뿐이다. 조롱을 받은 미술에 대한 관심이 공식적으로 찬양을 받았던 미술에 대한 관심보다 휠씬 컸다. 전시회는 요제프 괴벨스의 주도에 의해서 시작되었고, 조형 예술국 의장이었던 아돌프 치글러가 주도적인 책임을 맡았다. 외국으로 팔려나갔거나 파괴된 총 일만 육천 점의 작품을 압수하는 것으로부터 독일 미술품 수집에서 '정화'작업이 시작되었다.
이 전시회는 제국의 대도시를 순회하면서 열렸다. 베를린에서 전시회가 개최된 다음에 1938년 5월 7일부터 6월 18일까지 빈 예술가 회관에서 개최되었고, 8월 4일부터 25일까지 잘츠부르크 축제 공연장에서 개최되었으며, 함부르크에서는 11월 11일부터 31일까지 개최되었다.
'퇴폐예술' 전시회에서는 전시 작품들이 정신적으로 장애를 겪고 있는 사람들의 스케치와 동일하게 다루어졌고, 방문객들에게 혐오감과 답답함을 불러 일으키도록 불구자의 모습이 찍힌 사진들과 결합되어 전시되었다. 그렇게 해서 아방가르드적 현대라는 미술개념이 불합리한 방식으로 다루었고, 현대 미술을 '퇴폐적'인 것으로, 몰락의 현상으로 이해하게 만들었다. '병적이고', '유대적이며 볼세비키적인' 미술을 제시하는 것은 '종족적으로 열등한' 정치적 반대자를 박해하는 것을 정당화하는 것에 이용되었다.

## 예술가들의 권리박탈
권력을 잡은 직후 나치들은 정치적으로 강요해서 전시회를 폐쇄하고 예술가들과 문화 협회에 대한 언어적 혹은 신체적 공격을 가함으로써 이후 문학 정책과 관련해서 그들이 관철하고자 생각하고 있는 노선을 미리 보여주었다. 그것에 대한 반작용으로 수 많은 예술가들이 나치들이 권력을 잡은 직후에 독일과 인접한 국가로 도망을 쳤다. 계속된 탈출의 물결이 1935년 뉘른베르크 법률과 1938년 11월의 유대인 습격에 의해서 발생되었다. 예를 들면 64명의 함부르크 예술가들이 23개의 다른 나라도 망명을 했다.

## 공공 수집품에서 미술품을 압수함
1937년 7월 24일 히틀러는 모든 미술관과 공공 전시회는 '문화몰락'의 표현과도 같은 예술작품들을 내놓아야 한다는 명령을 내렸다. 1937년 제국 조형 예술국은 함부르크 쿤스트할레에서 72점의 회화, 296점의 수채화, 파스텔화, 소묘화, 926점의 동판화, 목판화, 석판화, 8점의 조각을 압수했다. 이 연속적으로 이루어진 압수품 중에서 몇몇 작품은 '퇴폐예술 전시회'에 보내졌다. 1937년 8월 이후부터 이루어진 계속적인 압수를 통해서 100개 이상의 미술관에서 약 1400명의 작가들의 작품 약 2만점이 제거되었다.

## '퇴폐예술'에 대한 평가
압수된 작품들은 베를린 보관소로 모아졌다. 미술관에서의 몰수는 1938년 5월 31일에 제정된 '퇴폐예술품 압수에 관한 법률'에 의해서 소급해서 합법화되었다. 괴링은 개별 작품들을 팔았고, 히틀러는 몇몇 작품을 '고대 거장의 작품'과 교환했고, 베를린 크로이츠베르크에 있던 중앙 소방서 마당에서 1939년 3월 20일 공식적인 공고에 의하면 1004점의 회화와 3825점의 그래픽이 소각되었으며, 많은 작품들이 감추어졌다. 125점의 작품이 1939년 6월 30일 루처른에서 경매되었다. 몰수된 작품의 판매는 제국의 위탁을 받아서 대부분 베른하르트 뵈머, 카를 부흐홀츠, 힐데브란트 쿠르리트와 페르디난트 묄러에 의해서 이루어졌다. "괴벨스가 1939년 7월 4일 히틀러에게 한 최종보고서에 의하면 대부분의 예술작품이 파괴되었거나 창고에 보관되었으며, 300점의 회화와 조각품 그리고 3000점의 그래픽이 외국으로 팔려나갔다고 한다."

## 영향

### 미술관이 겪은 궁극적 손실
많은 독일의 미술관은 양차 세계대전 사이의 기간 동안 구입이나 기증을 통해서 현대 미술의 중요한 수집품을 모았다. 1937년 여름 '퇴폐예술'이라는 선동 행위의 틀 안에서 이루어진 압수를 통해서 박물관은 재고의 상당 부분을 보상없이 빼앗겼다. 함부르크 쿤스트할레의 전직 관장이었던 알프레드 헨첸은 대규모 예술적, 물질적 손실에 대해서 다음과 같이 한탄을 했다.
"수집품의 확대는 아주 천천히 이루어진다. 미술시장 가격이 우리가 지닌 불충분한 수단으로부터 멀리 벗어날수록, 그 만큼 더 느리게 이루어진다. 여러 개의 심각한 틈새가 더 이상 메워지지 않을 것이라는 사실을 두려워해야할 지경이 되었다. 이런 부족과 틈새에 대해서 모든 독일 미술관이 할 수 있는 설명을 동일할 것이다. 쿠스타프 파울리가 1914년부터 1933년까지 신중하게 고려해서 확대시킨 현대 미술품 수집의 근간이 1937년 압수와 판매 행위로 인해서 파괴되었다. 그가 활동하던 시기에 선별적으로 수집한 작품 중에서 오직 5점만이 다시 모습을 드러낼 정도의 규모로 파괴가 이루어졌다. 파울리가 젊은 동시대의 작가들이 제작한 작품 중에서 구입했던 모든 작품들, 다시 말해 뭉크, 놀데, 키리히너, 슈미트 로트루트, 헤켈, 코코슈카, 프란츠 마르크의 주요 작품과 피카소가 청색 시대 초기에 그린 작품이 그림 파괴 행위에 희생되었고, 오늘날에는 외국의 박물관이나 개인 소장품에 포함되어 있다. 그 같은 손실은 결코 다시는 온전하게 보충될 수 없다."

### 잊혀진 미술
퇴폐적이라고 비난을 받은 화가들 중 상당수가 오늘날에는 '잊혀진 미술가'들에 속하게 되었다. 그들은 가난 속에서 죽었거나, 자살로 내몰렸거나 살해되었고, 그들의 작품은 '퇴폐적'이라는 이유로 압수되어서 대부분 파괴되었기 때문이다. 살아남은 사람들도 비록 계속적으로 자신들의 양식을 발전시켰지만, 새로운 예술 경향과 동일시하고자 하지 않았기 때문에 세계 대전이 끝난 이후에 재평가 되지 못한 경우가 종종 있었다. 얀켈 아들러, 발터 그라마테, 리하르트 하이츠만, 프리츠 아인스하이머, 카시아 폰 차두르스카, 아니타 레 등이 '잊혀진 미술가'에 속했다.

## 같이 보기
- 저급 문화

## 참고 문헌
- Sabine Brantl: Haus der Kunst München. Ein Ort und seine Geschichte im Nationalsozialismus. Allitera, München 2007, ISBN 3-86520-242-X
- Hildegard Brenner: Die Kunstpolitik des Nationalsozialismus. Rowohlts deutsche Enzyklopädie 167/168. Rowohlt, Reinbek 1963
- Uwe Fleckner (Hrsg.): Angriff auf die Avantgarde. Kunst und Kunstpolitik im Nationalsozialismus. Akademie, Berlin 2007, ISBN 3-05-004062-9
- Boris T. Grell: "Entartete Kunst". Rechtsprobleme der Erfassung und des späteren Schicksals der sogenannten entarteten Kunst. Dissertation, Universität Zürich 1999
- Berthold Hinz: Die Malerei im deutschen Faschismus. Kunst und Konterrevolution. Heyne, München 1984, ISBN 3-453-01906-7
- Hans-Peter Lühr: Die Ausstellung „Entartete Kunst“ und der Beginn der NS-Barbarei in Dresden. Geschichtsverein, Dresden 2004, ISBN 3-910055-70-2
- Rainer Zimmermann: Expressiver Realismus. Malerei der verschollenen Generation. 2. Auflage. Hirmer, 1994, ISBN 3-7774-6420-1. (Kurzbiographien von etwa 400 Künstlern)
- Christoph Zuschlag: Entartete Kunst. Ausstellungsstrategien im Nazi-Deutschland. Werner, Worms 1995, ISBN 3-88462-096-7
- Beate Marks-Hanssen: Innere Emigration?: Verfemte Künstlerinnen und Künstler in der Zeit des Nationalsozialismus. dissertation.de, 2006, ISBN 3-86624-169-0